# Meelusmaa soo
Meelusmaa soo (soo = Sumpf) ist ein natürlicher See in der Landgemeinde Saaremaa im Kreis Saare auf der größten estnischen Insel Saaremaa. Er ist fünf Hektar groß und wird nicht öffentlich genutzt. Im See befindet sich eine mondsichelförmige, rund einen Hektar große Insel. Der nächste Ort Undva liegt etwa 350 Meter nördlich. Der See liegt im Naturschutzgebiet Tagamõisa hoiuala.